# بيترو جينيرالي (كرة سلة)
بيترو جينيرالي (بالإيطالية: Pietro Generali)‏ مواليد 1958، هو لاعب كرة سلة إيطالي سابق. مثّل منتخب بلاده. شارك في مسابقة كرة السلة في الألعاب الأولمبية الصيفية.

## الميداليات
| الميدالية | المسابقة                       |
| --------- | ------------------------------ |
| فضية      | الألعاب الأولمبية الصيفية 1980 |

## روابط خارجية
- بيترو جينيرالي على موقع الاتحاد الدولي لكرة السلة (الإنجليزية)
- بيترو جينيرالي على موقع بروبوليرز (الإنجليزية)
- بيترو جينيرالي على موقع سبورتس رفرنس (الإنجليزية)
- بيترو جينيرالي على موقع أوليمبيديا (الإنجليزية)
- بيترو جينيرالي على موقع اللجنة الأولمبية الإيطالية (الإيطالية)